# S/2015 (136472) 1
S/2015 (136472) 1, anomenat MK 2 per l'equip de descobridors, és l'únic satèl·lit conegut del planeta nan Makemake. Es calcula que té 175 km de diàmetre i un semieix major, de com a mínim 21.000 km. Les observacions que van acabar amb el seu descobriment començaren a l'abril de 2015; utilitzaren la càmera de Camp Ample 3 del Telescopi espacial Hubble i la seva descoberta fou anunciada el 26 d'abril de 2016.

## Observacions
Un examen preliminar de la imatgeria suggereix que S/2015 (136472) 1 té una reflectivitat similar al carbó vegetal, que el fa un objecte extremadament fosc. Això és una mica sorprenent perquè Makemake és el segon objecte conegut més brillant del cinturó de Kuiper. Una hipòtesi per a explicar aquest fet és que la seva gravetat no és prou forta per impedir que gels volàtils però brillants siguin expulsats a l'espai quan la llum del Sol l'escalfa.
Caldran observacions posteriors per tal de determinar l'òrbita de S/2015 (136472) 1. Si es tractés d'un cos circular, voldria dir que S/2015 (136472) 1 es formà a partir d'un impacte antic, però si fos el·líptic, podria ser que hagués estat capturat.
Alex Parker, el director de l'equip que efectuà l'anàlisi de les imatges al Southwest Research Institute, digué que l'òrbita de S/2015 (136472) 1 sembla estar alineada sobre la vora als observatoris a la Terra. Això el faria molt més difícil de detectar perquè es perdria en la resplendor de Makemake la major part del temps; això, juntament a la seva superfície fosca, hauria contribuït a les dificultats per observar-lo en investigacions anteriors.